# Zemeros
Genre
Zemeros est un genre de lépidoptères (papillons) de la famille des Riodinidae et de la sous-famille des Nemeobiinae. 
Décrit en 1836 par Jean Baptiste Boisduval, il comporte deux espèces, originaires d'Asie du Sud-Est :
- Zemeros flegyas (Cramer, [1780])
- Zemeros emesoides C. & R. Felder, 1860

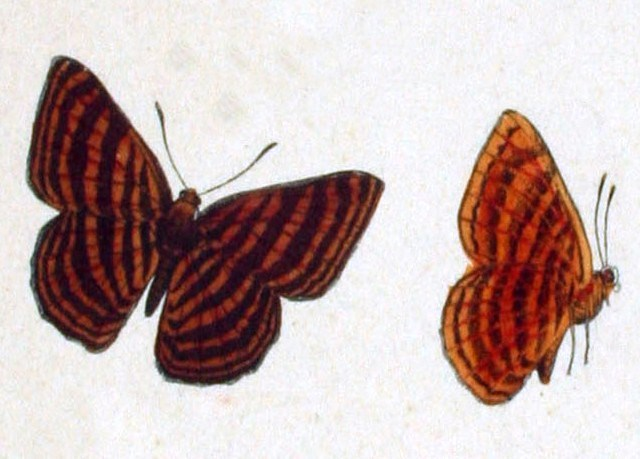
Zemeros emesoides
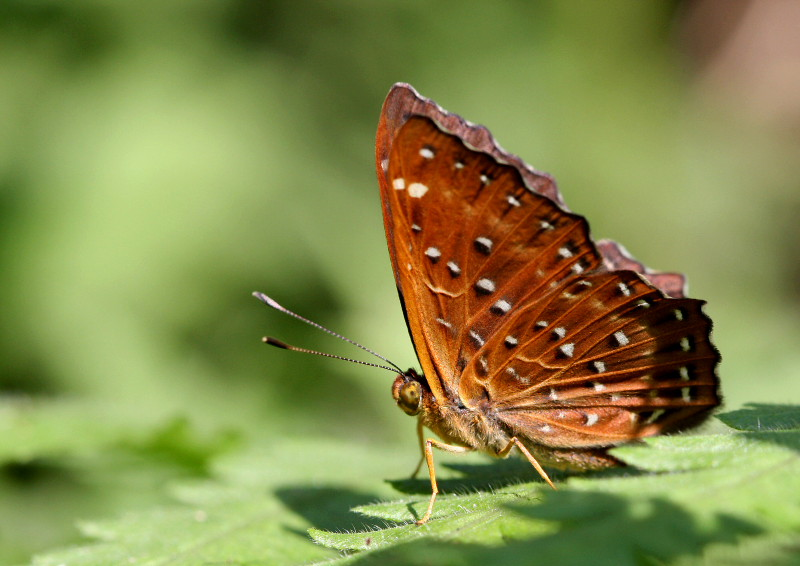
Zemeros flegyas